# 10 éxitos (álbum de Juan Gabriel)
10 Éxitos es el quinto álbum de estudio del músico mexicano Juan Gabriel,lanzado al mercado por RCA Records el 1 de enero de 1975. El 15 de abril de 1991 fue relanzado por Sony BMG en formato de Vinilo, Cassette y CD.
Juan Gabriel busca en esta placa reunir canciones escritas por él que fueron grabadas anteriormente por diferentes artistas y que resultaron un gran éxito en los gráficos y en la radio, para realizar de todos estos temas su propia versión, acompañado de la orquesta y arreglos de Eduardo Magallanes, renovando de esta forma sus composiciones.
Para promocionar este trabajo, Juan Gabriel decidió hacer sus presentaciones en la televisión más constantes. Algunas de ellas las realizó en el programa Noches Tapatías, conducido por Lola Beltrán.

## Portada
La portada del álbum incluye 10 fotografías de Juan Gabriel, todas provenientes de una misma sesión. En cada foto, el cantautor aparece con una vestimenta diferente: en la primera con un sombrero Fedora y gabardina color marrón, la segunda con una chaqueta de piel café claro, la tercera con un sombrero Fedora y una camisa de cuello con cuadrados color azul claro ambos, en la cuarta a lado de una ventana, en la quinta con un abrigo de piel, en la sexta con un overol o peto de mezclilla, en la séptima con una chamarra de mezclilla, en la octava con un sombrero Fedora y camisa de cuello color negro, en la novena con una camisa de cuello floreada rosa y en la décima con una camisa de cuello azul, con sombrero vaquero.
El pie de cada foto tiene el nombre de uno de los 10 temas del álbum y todas, debajo del título de la canción, el nombre "Juan Gabriel"; el pie de foto está escrito en amarillo.
En el centro, se encuentra un círculo naranja con los datos de la compañía discográfica, el nombre del álbum y el listado de canciones que contiene el disco y el lado al que pertenecen (Lado 1 o 2), similar al centro de un LP, aunque algunas ediciones no incluyen este detalle. El fondo de la portada es de color negro.
Las fotos de esta sesión se utilizarían, además para la portada y contraportada de esta placa, para el arte de sus álbumes A Mi Guitarra, 10 de los Grandes, Juan Gabriel con Mariachi Vol. II/Juan Gabriel con el Mariachi México 70 de Pepe López  y Ella, y de algunos sencillos.

## Versiones originales
Intérpretes
- «Iremos de la mano» - Estela Núñez
- «Lo nuestro fue un sueño» - César Costa
- «No se ha dado cuenta» - Roberto Jordán
- «Que vuelvas» - Enrique Guzmán
- «Me gusta estar contigo» - Angélica María
- «En cualquier parte del mundo» - Sola
- «Gracias por volver» - Estela Núñez
- «Por creer en ti» - Estrellita
- «Cuando me vaya de tu lado» - Mónica Ygual
- «Tú sigues siendo el mismo» - Angélica María

## Lista de canciones
Todos los temas compuestos por Alberto Aguilera Valadez.
| N.º | Título                         | Duración |  |
| 1.  | «Iremos de la mano»            | 3:25     |  |
| 2.  | «Lo nuestro fue un sueño»      | 3:07     |  |
| 3.  | «No se ha dado cuenta»         | 2:23     |  |
| 4.  | «Que vuelvas»                  | 4:11     |  |
| 5.  | «Me gusta estar contigo»       | 2:03     |  |
| 6.  | «En cualquier parte del mundo» | 3:53     |  |
| 7.  | «Gracias por volver»           | 2:26     |  |
| 8.  | «Por creer en ti»              | 2:01     |  |
| 9.  | «Cuando me vaya de tu lado»    | 3:06     |  |
| 10. | «Tú sigues siendo el mismo»    | 4:24     |  |

## Créditos y personal
- Alberto Aguilera Valadez - voz y composición; artista principal.
- Eduardo Magallanes - arreglista y director en todos los temas, dirección de arte.
- Carlos Castillo - técnico de audio.
- Luis Arias - diseño.